# Alan Donnelly
Alan Donnelly (ur. 16 lipca 1957 w Jarrow) – brytyjski polityk, przedsiębiorca, menedżer, od 1989 do 2000 deputowany do Parlamentu Europejskiego trzech kadencji.

## Życiorys
Był etatowym działaczem związkowym, zajmował się zarządzaniem finansami. Pełnił funkcję radnego na poziomie lokalnym. W wyborach w 1989, 1994 i 1999 z ramienia Partii Pracy uzyskiwał mandat posła do Parlamentu Europejskiego III, IV i V kadencji. Należał do grupy socjalistycznej (od 1998 jako jej wiceprzewodniczący), pracował w Komisji Gospodarczej i Walutowej. W PE zasiadał do 2000.
Zrezygnował w związku z założeniem własnej spółki publicznej Sovereign Strategy. W 2008 został zarządcą wyścigów Formuły 1, reprezentował prezesa FIA. Związek Zespołów Formuły 1 oskarżał go publicznie w konflikt interesów. W 2010 Alan Donnelly został odwołany ze stanowiska.